# Thomas Sackville (1er comte de Dorset)
Pour les articles homonymes, voir Thomas Sackville, Sackville et Dorset (homonymie).
Thomas Sackville de Dorset (vers 1536, Withian ou Buckhurst, Sussex – 19 avril 1608, Londres), 1er baron Buckhurst puis 1er comte de Dorset, est un homme d'État, Lord Grand Trésorier d'Angleterre (1599-1608), et poète anglais.
Il est issu d'une famille normande venue en Angleterre avec Guillaume le Conquérant, et était proche parent de la reine Élisabeth Ire d'Angleterre. Élevé en 1567 à la pairie avec le titre de lord Buckhurst, il siégea en cette qualité parmi les juges qui condamnèrent Marie Stuart. Ce fut lui que l'on chargea d'aller annoncer cette sentence à la malheureuse princesse. 
En 1598, il fut fait grand trésorier, et présida la commission qui jugea le comte d'Essex. Jacques Ier d'Angleterre le créa comte de Dorset, et lui renouvela la faveur dont il avait joui sous le règne précédent. 
Sackville avait dans sa jeunesse cultivé la poésie; il est le coauteur de la première tragédie anglaise, Gorboduc, en 1561. Il avait publié en 1559 le Miroir des magistrats, recueil de poèmes où de grands personnages racontent les malheurs dont ils ont été victimes.

## Source
Cet article comprend des extraits du Dictionnaire Bouillet. Il est possible de supprimer cette indication, si le texte reflète le savoir actuel sur ce thème, si les sources sont citées, s'il satisfait aux exigences linguistiques actuelles et s'il ne contient pas de propos qui vont à l'encontre des règles de neutralité de Wikipédia.